# Бейтсовская мимикрия

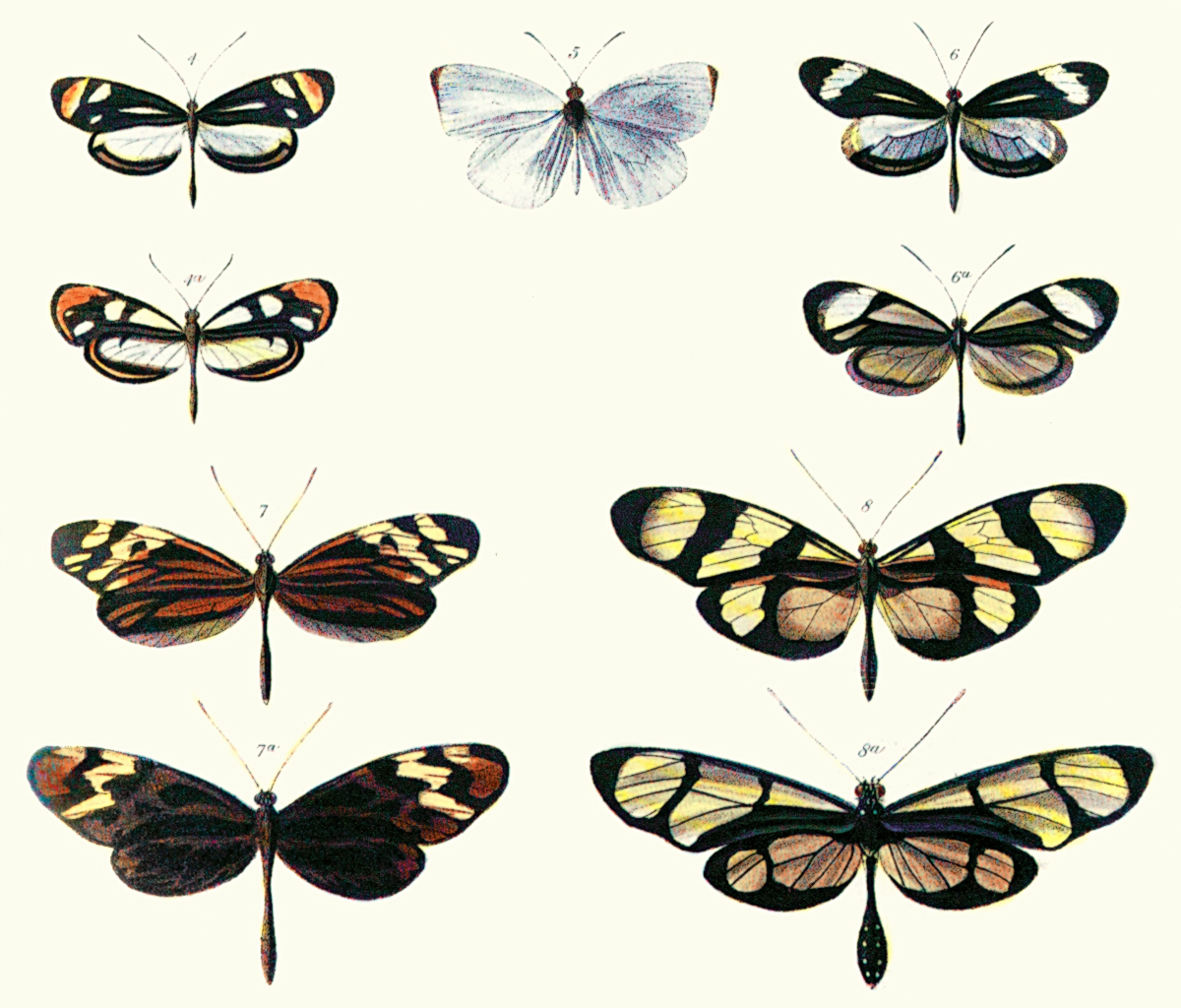
Иллюстрация Бейтса по теме бейтсовской мимикрии на которой изображены виды Dismorphia (первая строчка, третья строчка) и различные Ithomiini (Nymphalidae) (вторая строчка, последняя строчка).

Мимикрия Бейтса, или бейтсовская мимикрия, — форма мимикрии, при которой съедобный вид имитирует несъедобный или ядовитый. Описана в 1852 году Генри Бейтсом.

## Примеры
Классическим примером мимикрии Бейтса стали бабочки-ленточники Limenitis archippus, повторяющие окраску другого вида нимфалид — данаиды монарха; вместе с тем, по данным некоторых исследователей, оба эти вида оказываются одинаково несъедобными для птиц, что соответствует определению не бейтсовской, а мюллеровской мимикрии.
Безопасные мухи из семейства журчалок имитируют апосематическую окраску жалящих ос.
Африканская жаба Sclerophrys channingi способна подражать поведению габонской гадюки за счет схожей с её головой окраски и формы тела амфибии.